# Rhododendron tephropeplum
Rhododendron tephropeplum är en ljungväxtart som beskrevs av I. B. Balf. och Forrest. Rhododendron tephropeplum ingår i släktet rododendron, och familjen ljungväxter. Inga underarter finns listade i Catalogue of Life.